# Tyrese Ikekpolor
Tyrese Osatohanmwen Ikekpolor (* 7. Oktober 2003 in Lagos, Nigeria) ist ein österreichischer Fußballspieler.

## Karriere
Ikekpolor begann seine Karriere beim SC Wollers. Im März 2017 wechselte er zur SV Donau Wien. Zur Saison 2020/21 rückte er in den Kader der ersten Mannschaft von Donau. Für diese kam er bis Saisonende zu drei Einsätzen in der Wiener Stadtliga. Zur Saison 2021/22 wechselte er nach Deutschland in die Jugend der BSG Chemie Leipzig. Zur Saison 2022/23 schloss er sich dem sechstklassigen FC Singen 04 an. Bis zur Winterpause kam er neunmal in der Verbandsliga zum Einsatz.
In der Winterpause kehrte Ikekpolor wieder nach Österreich zurück und wechselte zu den siebtklassigen Amateuren des SV Horn. Im April 2023 stand er anschließend auch erstmals im Profikader der Niederösterreicher. Sein Debüt in der 2. Liga folgte dann im Mai 2023, als er am 29. Spieltag jener Saison gegen den FC Dornbirn 1913 in der Startelf stand.